# Danny Jonasson
Danny Jonasson (Hørsholm, 1 oktober 1974) is een voormalig Deens wielrenner die in het verleden uitkwam voor onder meer Rabobank en CSC-Tiscali.
Danny Jonasson is een neef van oud-wereldkampioen bij de junioren, Rolf Sørensen.

## Overwinningen
1998
- 3e etappe, deel A Regio Tour International
- 15e etappe GP Tell

2000
- Criterium van Hammel

2001
- 5e etappe Ronde van Rijnland-Palts

## Resultaten in voornaamste wedstrijden
| Jaar | Ronde van Italië | Ronde van Frankrijk | Ronde van Spanje |
| ---- | ---------------- | ------------------- | ---------------- |
| 1997 |                  |                     | 112e             |
| 2000 |                  |                     |                  |
| 2001 |                  |                     |                  |
| 2002 | 132e             |                     |                  |

| Jaar | Milaan-San Remo |  | WK op de weg |
| ---- | --------------- |  | ------------ |
| 1997 |                 |  |              |
| 2000 |                 |  | 71e          |
| 2001 |                 |  |              |
| 2002 | 133e            |  |              |